# Montescudaio
Montescudaio är en ort och kommun i provinsen Pisa i regionen Toscana i Italien. Kommunen hade 2 166 invånare (2018).